# مجموعة شعاعية
في علم الرياضيات، بافتراض وجود فضاء متجهي {\displaystyle X}, فإن المجموعة {\displaystyle A\subseteq X} تكون شعاعية عند النقطة {\displaystyle x_{0}\in A} إذا كان لكل {\displaystyle x\in X} يوجد {\displaystyle t_{x}>0} أي لكل {\displaystyle t\in [0,t_{x}]}, {\displaystyle x_{0}+tx\in A}. في رمز المجموعة، تكون {\displaystyle A} شعاعية عند النقطة {\displaystyle x_{0}\in A} إذا
{\displaystyle \bigcup _{x\in X}\ \bigcap _{t_{x}>0}\ \bigcup _{t\in [0,t_{x}]}\{x_{0}+tx\}\subseteq A.}
تكون مجموعة كل النقاط التي تكون عندها {\displaystyle A\subseteq X} شعاعية مساوية للداخل الجبري. ويشار إلى النقاط التي تكون المجموعة عندها شعاعية غالبًا بالنقاط الداخلية.
إن المجموعة {\displaystyle A\subseteq X} هي مجموعة ماصة إذا إذا وإذا فقط كانت شعاعية عند 0. يستخدم بعض المؤلفون التعبير شعاعي بوصفه مرادفًا للماص، أي أنهم يطلقون على المجموعة بالشعاعية إذا كانت شعاعية عند 0.